# كول ميشان (شليل)
کول میشان (بالفارسية: کول میشان) هي منطقة سكنية تقع في إيران في قسم شلیل الريفي.